# Абелла, Рауль
Рауль Абелла (исп. Raúl Abella) — аргентинский биатлонист, участник зимних Олимпийских игр 1980 года.

## Карьера
Принимал участие в дебютных для биатлонной сборной Аргентины чемпионате мира 1978 года и зимних Олимпийских играх 1980 года. На чемпионате мира в спринте стал 77-м, а в эстафете вместе с Луисом Риосом, Роберто Парра и Хорхе Саласом занял предпоследнее — 22-е место, опередив только сборную Чили.
На Олимпиаде финишировал лишь в одной гонке — спринте, где показал 47-й результат — лучший среди аргентинцев и лучший в своей карьере.

#### Чемпионаты мира
| Год  | Место проведения | Инд | Спр | Эст |
| ---- | ---------------- | --- | --- | --- |
| 1978 | ЧМ Хохфильцен    | —   | 77  | 22  |

#### Олимпийские игры
| Год  | Место проведения | Инд | Спр | Эст |
| ---- | ---------------- | --- | --- | --- |
| 1980 | Лейк-Плэсид      | DNF | 47  | DNF |